# Нью-Мадрид (округ, Міссурі)
Шаблон:StateAbbr_ 36°35′ пн. ш. 89°40′ зх. д. / 36.59° пн. ш. 89.66° зх. д.
Округ  Нью-Мадрид (англ. New Madrid County) — округ (графство) у штаті Міссурі, США. Ідентифікатор округу 29143.

## Історія
Округ утворений 1812 року.

## Демографія
За даними перепису 
2000 року 
загальне населення округу становило 19760 осіб, зокрема міського населення було 7578, а сільського — 12182.
Серед мешканців округу чоловіків було 9489, а жінок — 10271. В окрузі було 7824 домогосподарства, 5505 родин, які мешкали в 8600 будинках.
Середній розмір родини становив 2,99.
Віковий розподіл населення поданий у таблиці:
| Стать    | До 15 років | 15-21 | 22-29 | 30-39 | 40-49 | 50-65 | 65-85 | Понад 85 |
| -------- | ----------- | ----- | ----- | ----- | ----- | ----- | ----- | -------- |
| Чоловіки | 2230        | 995   | 930   | 1221  | 1347  | 1578  | 1085  | 103      |
| Жінки    | 1989        | 980   | 944   | 1342  | 1446  | 1702  | 1601  | 267      |

## Суміжні округи
- Скотт — північ
- Міссісіпі — північний схід
- Фултон, Кентуккі — південь / схід
- Лейк, Теннессі — південь
- Пеміскот — південь
- Данкін — південний захід
- Стоддард — північний захід

## Виноски
1. ↑  U.S. Decennial Census. United States Census Bureau. Процитовано 17 листопада 2014.
2. ↑  Historical Census Browser. University of Virginia Library. Архів оригіналу за 11 серпня 2012. Процитовано 17 листопада 2014.
3. ↑  Population of Counties by Decennial Census: 1900 to 1990. United States Census Bureau. Процитовано 17 листопада 2014.
4. ↑  Census 2000 PHC-T-4. Ranking Tables for Counties: 1990 and 2000 (PDF). United States Census Bureau. Процитовано 17 листопада 2014.
5. ↑  State & County QuickFacts. United States Census Bureau. Архів оригіналу за 7 червня 2011. Процитовано 12 вересня 2013.(англ.) Наведено за англійською вікіпедією.
6. ↑  American FactFinder. Бюро перепису населення США. Архів оригіналу за 26 лютого 2012. Процитовано 31 січня 2008.

| США | Це незавершена стаття з географії США. Ви можете допомогти проєкту, виправивши або дописавши її. |